# Haig Gudenian
Haig Gudenian (armeni occidental: Հայկ Կիւտէնեան)  (Kayseri, 19 de maig de 1886 - Crescent Beach, 12 de maig de 1972), també conegut amb el nom de Koyun Kafa, fou un violinista i compositor otomà d'arrels armènies.
Feu els primers estudis a Constantinoble, perfeccionant-los a Brussel·les, amb Thomson i Crickboom, i a Praga, amb Ševčík i Novák. Des de l'acabament dels seus estudis pelegrinà molt de temps per Orient i els països balcànics, recollint en la mateixa font el ric cabal de cançons i danses populars d'aquells països. En aquestes s'hi troben inspirades quasi la totalitat de les nombroses obres que va compondre aquest artista, un dels més originals i suggestius virtuosos del violí, de la primera meitat del segle xx.
Les seves composicions atrauen l'atenció del públic per l'estrany i fascinador de l'idioma en què s'expressen; un llenguatge nascut en la més completa emancipació del sistema tonal ortodox i què descansa en l'afinació del violí amb arranjament a intervals que permeten l'execució de dobles cordes i acords derivats dels modes orientals. Els que el van poder escoltar en persona reportaven que tocava en un violí tradicional tunejat en tons baixos, del qual treia notes i tons molt suggestius, que duraven el suficient per no fer-se avorrits.
Les seves obres inclouen una rica varietat de cançons populars, danses, melodies religioses i peces poètiques i fins i tot filosòfiques, per a violí amb acompanyament de piano o d'instruments orientals.